# Magdalena Sibylla av Brandenburg-Bayreuth
Magdalena Sibylla av Brandenburg-Bayreuth, född 1612, död 1687, kurfurstinna av Sachsen. Dotter till Kristian av Brandenburg-Bayreuth och Marie av Preussen. Gift 1638 med kurfurst Johan Georg II av Sachsen.
Magdalena Sibylla hade goda relationer med den svenska drottningen Maria Eleonora och lyckades tack vare dem rädda staden Pirna från att ödeläggas av svenskarna genom ett brev till den svenska befälhavaren under trettioåriga kriget 1639.